# Дрізд рододендровий
Дрізд рододендровий (Turdus kessleri) — вид горобцеподібних птахів родини дроздових (Turdidae). Мешкає в Центральному Китаї. Вид названий на честь російського зоолога Карла Федоровича Кесслера.

## Опис

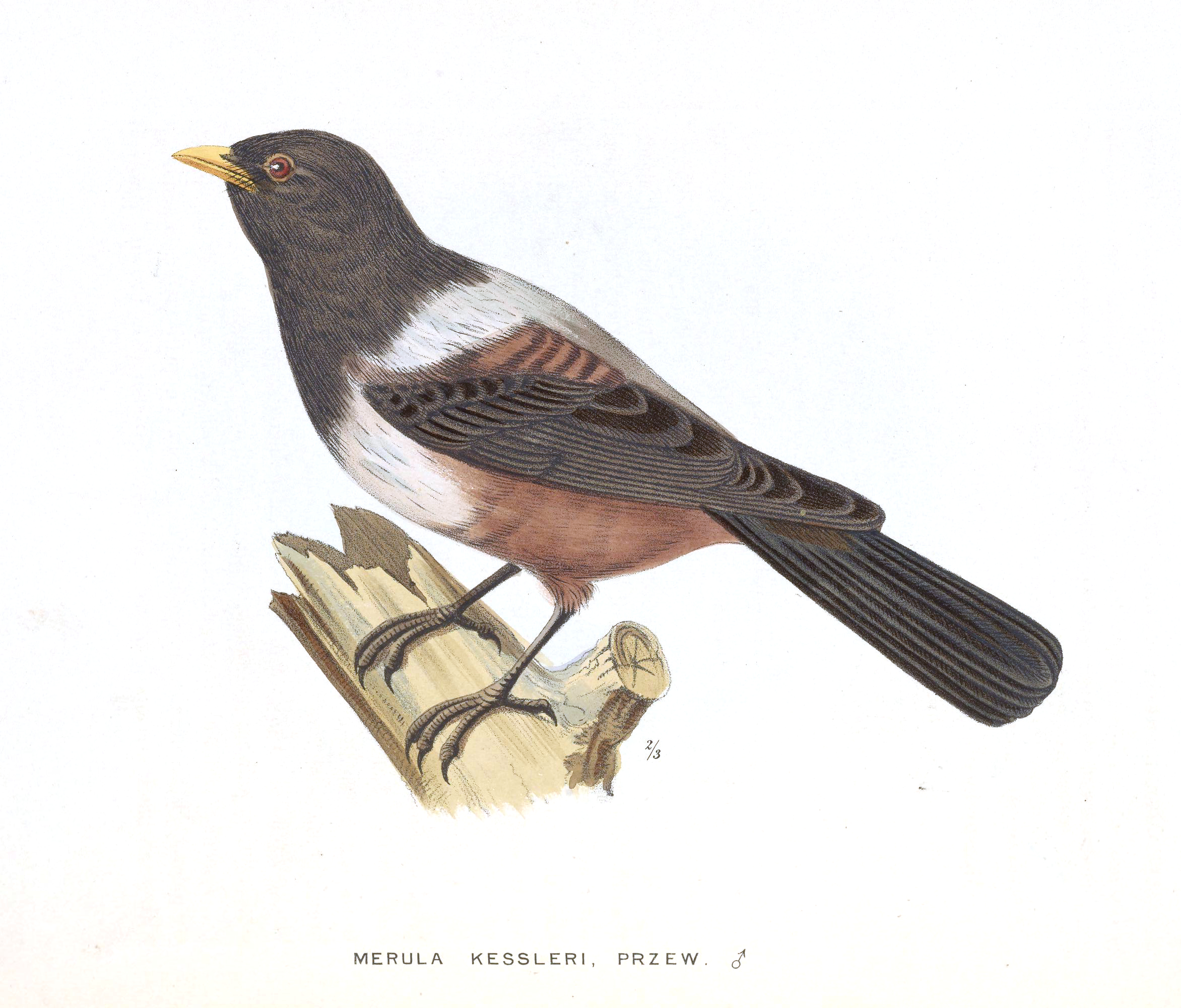
Рододендровий дрізд

Довжина птаха становить 27 см. У самців голова і крила чорні, верхня частина спини і груди кремово-біла, нижня частина спини і живіт каштанові. У самиць голова і крила коричнюваті, спина і груди бліді, живіт рудувато-коричневий.

## Поширення і екологія
Рододендрові дрозди мешкають в Гімалаях на заході Центрального Китаю (від Ганьсу до Сичуаня). Взимку частина популяції мігрує до південно-східного Тибету та до Північно-Східної Індії (Аруначал-Прадеш). Бродячі птахи спостерігалися також в Непалі і Бутані. Рододендрові дрозди живуть у високогірних чагарникових заростях, зокрема в заростях рододендрон та на гірських луках, на висоті від 3600 до 4500 м над рівнем моря. Влітку вони живляться переважно комахами і червами, яких шукають на землі, а восени і взимку — переважно ягодами лускатого ялівця Juniperus squamata. Гніздяться з травня до початку серпня.